# Kurt Oleska
Kurt Oleska (Eisfeld, 21 agosto 1914 – Russia, 9 gennaio 1945) è stato un cestista tedesco.

## Carriera
Da giocatore ha militato nella squadra della Heeressportschule di Wünsdorf. Con la Germania ha disputato tre partite alle Olimpiadi del 1936.